# Gerhard Frank (Rabbiner)
Gerhard Frank (* 25. November 1912 in Buttenwiesen; † 1. Oktober 1944 im KZ Auschwitz) war ein deutscher Rabbiner.

## Leben

### Familie
Gerhard Frank war der Sohn des Lehrers und Kantors der Jüdischen Gemeinde in Ichenhausen, Salomon Frank, und dessen Ehefrau Johann (geb. Einstein) aus Fellheim; er hatte noch einen Bruder.
Er war verheiratet mit Bertha (geb. Frank) aus Elberfeld bei Wuppertal; gemeinsam hatten sie seit November 1939 einen Sohn.

### Werdegang
Um Rabbiner zu werden, besuchte Gerhard Frank in Frankfurt am Main die talmudische Hochschule Breuersche Jeschiwa (siehe Samson Breuer) und in Berlin das Rabbinerseminar zu Berlin; gleichzeitig studierte er noch an den Universitäten beider Städte. 
Nach seiner Ausbildung wurde er im Oktober 1935 zweiter Rabbiner in der Jüdischen Gemeinde Königsberg. 
Im Mai 1937 wurde er zum Bezirksrabbiner und Lehrer der orthodoxen jüdischen Gemeinde in Ichenhausen berufen, nachdem sein Vorgänger Simon Schwab (1908–1995) beschlossen hatte, wegen des Terrors der Nationalsozialisten in die Vereinigten Staaten auszuwandern. Die jüdische Gemeinde in Ichenhausen war nach Fürth die zweitgrößte in Bayern und das Distriktsrabbinat Ichenhausen umfasste Buttenwiesen, Fischach, Kempten, Krumbach, Nördlingen, Oettingen und Wallerstein. 
Während der Reichspogromnacht vom 9./10. November 1938 hielt er sich nicht in Ichenhausen auf, aber als er erfuhr, dass bis ins Rheinland nach ihm gefahndet wurde, stellte er sich freiwillig in Krumbach der Polizei und wurde anschließend in das KZ Dachau verbracht. Weil in dieser Zeit seine Hochzeit bevorstand, musste seine Verlobte Bertha diese absagen. Sie wandte sich daraufhin an den Kölner Rabbiner Adolf Kober, der ihr zusicherte, sich dafür einzusetzen, dass Gerhard Frank eine Einreiseerlaubnis nach Holland erhalten solle. Einige Wochen später lag die Erlaubnis vor, sodass sie die diese bei der Gestapo in Augsburg vorlegen konnte.
Ende Dezember 1938 wurde Gerhard Frank aus Dachau entlassen und reiste, nach seiner Hochzeit Anfang Februar 1939 in Köln, in das Aufnahmelager Zeeburgerdijk in Amsterdam, ein Lager für jüdische Flüchtlinge aus Deutschland. Seine Ehefrau konnte ihm einige Tage später dorthin folgen. Weil es in Holland mehrere solcher Lager gab, in denen die Menschen seelsorgerisch betreut werden mussten, reiste Gerhard Frank auch in die Lager in Hoek van Holland und in Hellevoetsluis; dazu unterrichtete er ehrenamtlich die in Heimen untergebrachten jüdischen Kinder aus Deutschland und war für die Oberrabbinate Amsterdam und Rotterdam tätig. In dieser Zeit erhielt er die Zusage, dass er eine Stellung als Rabbiner in Washington in den USA erhalten werde. Obwohl alle Voraussetzungen zur Einreise vorlagen, erhielt er am 13. Juli 1939 vom Konsulat in Rotterdam die Auskunft, dass er vorerst nicht einreisen dürfe, sondern warten müsse.
Im Jahr 1939 wurde er vom Jüdischen Rat gebeten, als Rabbiner im Durchgangslager Westerbork tätig zu werden, und sagte daraufhin zu. 
Nach dem deutschen Überfall auf die Niederlande, Belgien und Luxemburg am 10. Mai 1940 wurde das Lager Westerbork zunächst nach Leeuwarden evakuiert, einige Wochen später wurden die Evakuierten wieder nach Westerbork zurückgeführt und Gerhard Frank nahm seine Tätigkeit wieder auf. Er kümmerte sich zunächst um den Kindergarten und das Waisenhaus, baute zudem das Schulwesen aus und sorgte für eine theoretische und praktische handwerkliche Ausbildung der Heranwachsenden; aufgrund ihrer handwerklichen Fähigkeiten wurden diese später in Arbeitslager eingewiesen und konnten dort überleben. Er organisierte Konzerte, Vorträge und dergleichen kulturelle Veranstaltungen mehr und fand dennoch die Zeit, um auch selbst zu unterrichten und Abendkurse abzuhalten. Obwohl es inzwischen mehrere Rabbiner in Westerbork gab, war Gerhard Frank die Vertrauensperson des ganzen Lagers und zugleich der Verbindungsmann zum holländischen Kommandanten.
Nachdem im Sommer 1942 die deutsche Besatzungsmacht das Kommando in Westerbork übernommen hatte, wurde Albert Konrad Gemmeker deutscher Kommandant des Lagers. Er wandelte das Flüchtlingslager in ein Sammellager um, von wo aus die Transporte in die verschiedenen Konzentrationslager erfolgten. 
Der Kommandant teilte zehn Dienstbereiche ein, hierbei war Gerhard Frank für den Dienstbereich 10 (Krippe, Kindergarten, Volksschule, Waisenhaus, handwerkliche Ausbildung, Rabbinat, Beerdigungswesen) verantwortlich.
1940 bewarb er sich um eine Stelle bei der Israelitischen Gemeinde in Stockholm und Anfang 1944 erhielt er ein Schreiben der Jewish Agency aus Jerusalem, er sei mit seiner Ehefrau und seinem Sohn auf der Einwanderungsliste nach Palästina registriert.
1944 wurde er mit seiner Familie Anfang September in das KZ Theresienstadt transportiert, von wo aus er Ende September, ohne seine Familie, in das KZ Auschwitz fortgebracht und kurz nach seiner Ankunft vergast wurde.
Nachdem im Mai 1945 sowjetische Truppen die Überlebenden von Theresienstadt befreit hatten, konnte seine Ehefrau mit seinem Sohn später in die USA emigrieren. Von seiner elterlichen Familie überlebte niemand den Holocaust.

## Ehrungen
Gerhard Frank wurde im Ehrenbuch Bewährung im Untergang verzeichnet. Ein weiterer Eintrag befindet sich im Gedenkbuch des Bundesarchivs.